# Mari Rantanen (politiker)
Mari Rantanen, född 29 mars 1976 i Villmanstrand, är en finländsk politiker (Sannfinländarna). Hon är ledamot av Finlands riksdag sedan 2019 och Finlands inrikesminister i regeringen Orpo sedan 2023.
Rantanen blev invald i riksdagsvalet 2019 med 2 924 röster från Helsingfors valkrets. Hon omvaldes i riksdagsvalet 2023 med 3 826 röster.

## Utmärkelser
- Kommendörstecknet av Finlands Vita Ros’ orden,  6 december 2024[4]

[Redigera Wikidata]